# Pedro Paulo Verissimo
Pedro Paulo Veríssimo, mais conhecido simplesmente como Pedro Paulo (São Paulo, 4 de julho de 1964) é um ex-futebolista brasileiro, que atuava como zagueiro.

## Carreira
Revelado nas categorias de base do Santos FC, Pedro Paulo acumulou convocações para a Seleção Brasileira infantil e juvenil. Após conquistar o título da Copa São Paulo de Futebol Júnior em 1984, Pedro Paulo foi integrado ao elenco profissional, e teve suas primeiras oportunidades no mesmo ano.
Estreou marcando um gol na vitória do Santos por 1x0 na Ponte Preta, em 27 de julho, no Estádio Brinco de Ouro da Princesa, sendo considerado o melhor jogador da partida. Em sua primeira temporada como profissional, realizou 6 jogos e fez parte do elenco Campeão Paulista daquele ano.
Nos anos seguintes, em 1985 e 1986, o defensor teve mais oportunidades no clube e atuou em diversas partidas como titular.
Por empréstimo, atuou no primeiro semestre de 1988 no XV de Piracicaba. Em agosto de 1988, foi emprestado ao Vitória, retornando no ano seguinte para o Alvinegro.
Em 1991, foi o ano em que o zagueiro atuou mais vezes como titular da equipe, realizando no total 51 jogos e marcando 3 gols.
Permaneceu no clube até julho de 1992, quando acertou sua transferência para o Fortaleza. Pelo Santos, fez 200 jogos e marcou 10 gols.
Encerrou sua carreira no São José, em 1997.
Em 1999, chegou a ser auxiliar-técnico do Guaratinguetá Esporte Clube.

## Títulos
Santos FC
- Copa São Paulo de Futebol Júnior: 1984
- Campeonato Paulista:  1984